# Лакруазий
Лакруази́й (фр. Lacroisille, окс. La Crosilha) — коммуна во Франции, находится в регионе Юг — Пиренеи. Департамент — Тарн. Входит в состав кантона Лавор-Кокань. Округ коммуны — Кастр.
Код INSEE коммуны — 81127.

## География
Коммуна расположена приблизительно в 590 км к югу от Парижа, в 40 км восточнее Тулузы, в 45 км к юго-западу от Альби.

## Климат
Климат умеренно-океанический. Зима мягкая и дождливая, лето жаркое с частыми грозами. Ветры довольно редки.

## Население
Население коммуны на 2010 год составляло 127 человек.
| 1962 | 1968 | 1975 | 1982 | 1990 | 1999 | 2010 |
| ---- | ---- | ---- | ---- | ---- | ---- | ---- |
| 153  | 121  | 105  | 79   | 100  | 130  | 127  |

## Администрация
| Период | Период | Фамилия      | Партия | Примечания |
| ------ | ------ | ------------ | ------ | ---------- |
| 2001   | 2014   | Ив Юран      |        |            |
| 2014   | 2020   | Оливье Дюран |        |            |

## Экономика
В 2007 году среди 85 человек в трудоспособном возрасте (15—64 лет) 71 были экономически активными, 14 — неактивными (показатель активности — 83,5 %, в 1999 году было 74,4 %). Из 71 активных работали 64 человека (37 мужчин и 27 женщин), безработных было 7 (2 мужчин и 5 женщин). Среди 14 неактивных 3 человека были учениками или студентами, 8 — пенсионерами, 3 были неактивными по другим причинам.